# Orchidantha sabahensis
Orchidantha sabahensis là một loài thực vật có hoa trong họ Lowiaceae. Loài này được Anthony L. Lamb và Louise Buchholt Pedersen mô tả khoa học đầu tiên năm 2001.

## Phân bố
Loài bản địa Malaysia (bang Sabah).